# Skakbrætsten
Skakbrætsten eller skaktavlkvadre med mørke og lyse skaktern forekommer på senromanske og tidlige gotiske stenkirker fra 1200-tallet, hovedsagelig i to områder i Europa: det nordlige Jylland og et ca. 100 km bredt sammenhængende område i Tyskland og det nuværende Polen på begge sider af floden Oder.

## Skakbrættet
Skak bredte sig ad handelsvejene fra Indien via Persien og nåede til Europa før 1100-tallet. Vikingerne bragte spillet videre til de nordligste egne. Undervejs opstod mange lokale varianter af spillet. Skakbrættet var oprindeligt ensfarvet, men i det 13. århundrede ændredes det i Europa til at have sorte og hvide felter.
På stenene er skakternmønsteret lavet ved at stenhuggeren har ridset overfladen ru med spidshammeren, hvor der skulle være lyse felter, og ladet den stå, hvor der skulle være mørke felter. På en del af stenene er de lyse felter hugget så dybt, så der er dannet et relief. Enkelte skakbrætsten ligner de oprindelige skakbrætter ved at være ensfarvede, så felterne er dannet ved at hugge linjer mellem dem.

## Forekomst
I Danmark er der et halvt hundrede kirker med skakbrætsten i et sammenhængende område fra Aarhus mod nord og nordvest til Himmerland, Han Herred, Thy og Salling. Hertil kommer en i Vendsyssel (Skallerup) og en på Bornholm (Sankt Pouls Kirke).
I Tyskland vest for Oder findes der også et halvt hundrede kirker med skakbrætsten. I Polen øst for Oder findes der ca. 13. Hertil kommer enkelte i Norge og Sverige.

## Placering
Skakbrætstenene har ikke skullet indgå i kirkens indvendige udsmykning. De sidder i murens yderside, og de få undtagelser fra denne regel kan næsten alle forklares med ombygninger som fx tilbygning af et våbenhus der hvor stenen sad. Eller stenen kan være flyttet fra sin oprindelige plads i forbindelse med at kirkens mure er sat om.
Stenene kan sidde i alle fire verdenshjørner. De fleste sidder på sydsiden, som jo også er en af kirkens langsider. De kan sidde på alle kirkens dele: skib, kor, apsis, tårn og våbenhus. De fleste sidder på skibet, som jo også er kirkens største rum og et af dem, der ikke er tilbygget senere, men har været der siden opførelsen af kirken.
Indtil nu er der i alt registeret 67 skakbrætsten i Danmark, idet nogle kirker har flere. Men hvor der er flere sten, ses der ingen symmetri eller anden sammenhæng i placeringen, og de er som regel af forskellige stenarter. Det gælder også i Tyskland, og vi skal til Goslaw i Polen for at finde et eksempel på to sten, der er anbragt symmetrisk i indgangsportalen og måske er kløvet af den samme sten.

## Tolkningsforsøg
Skakbrætsten omtales 1769 i Den danske Atlas, som kort nævner en sten på sydsiden af Veggerby kirke, "hvori et dambræt er udhugget". Faktisk er det skaktern, men i 1700-tallet spillede man ligesom i dag dam på et skakbræt. I Middelalderen havde dambrættet derimod rombeformede felter (ruder).
Mere oplysende er en indberetning i 1839 til Nationalmuseet fra skolelærer J. Christensen om, at der i Sahl kirke er indmuret en "sten, meget lig et skakbræt...På de 3 sider synes af stenen en del at være borthugget, da ruderne ikke har deres fulde størrelse...Sagnet beretter, at den af bygmesteren har været anvendt til at spille skak på med sine folk, men da han hørte at der just begyndtes med Gullev kirkes bygning, strøg han figurerne bort, og dermed blev det særegne hjørne."
Den meget historisk interesserede arkitekt Frits Uldall fra Randers havde beskrivelsen af jyske landsbykirker som fritidsinteresse gennem et langt arbejdsliv. Han skrev i 1891, at han i 21 af de jyske granitkirker havde fundet "en kvadersten udhugget som et dambræt". Uldall havde tre gæt på, hvad de betød:
1. Afbildning af St. Laurentii rist, som den katolske helgen Skt. Laurentius blev stegt til døde på. Det var et hyppigt motiv på kalkmalerier.
2. At stenene blev benyttet til "dam- eller skakspil af stenhuggerne i deres fritid".
3. At stenene "kun er huggede som en slags duelighedsprøve".[6]

Aage Sørensen gav dette bud i "Ommersyssels ødekirker" 1939: "Kvadre af denne slags kaldes af almuen for Fandens spillebræt og ses jævnligt i kirkemure...hvor de efter gammel tale skal minde de indtrædende om, at livet er et spil på godt og ondt." Hans Richard Fabricius omtalte i "Dansk kirkekunst" fra 1941 skaktavlmønstret som symbol på "Kristus, eventuelt Guds rige i himlen og på jorden".

### Mouritz Mackeprang
Mouritz Mackeprang, der var direktør for Nationalmuseet 1922-38, skrev i 1948 om skakbrætstenene: "Nogen dybere betydning skal man sikkert ikke tillægge dem. Som adskilligt andet er de nok et produkt af stenhuggerens fritidssyssel." Mackeprang havde det problem med stenene, at han ikke mindedes "at have set nogen, hvor felternes antal svarer til det virkelige skakbræts 64, således som det fx er tilfældet på den smålandske kirke Rydaholm." Det problem havde allerede lærer Christensen fra Sahl løst ved at antage, at noget af stenen måtte være borthugget. Senere kom Poul Pedersen også til det resultat, at stenene "under selve byggeaktiviteten kan have ligget vandret for først ved byggeriets slutning at blive indføjet i kvadermuren...Det kunne også forklare, at adskillige af skaktavlerne virker "beskårne" i den ene side eller foroven - en nødvendig tilpasning til omgivelserne". Denne erkendelse må indebære, at man ikke kan udlede ret meget af rækkernes antal, da en sten med få rækker kan være hugget ud af et helt skakbræt.
Mackeprang uddybede ikke, hvad han mente med "fritidssyssel", men gik hurtigt videre til "den eneste tænkelige, men såre usandsynlige forklaring", at stenene skulle fungere som de skaktavlede brætter, der i Middelalderen blev anvendt som regnebrætter. I den tidlige Middelalder brugte man stadig romertal, som består af 7 bogstaver, der betyder hhv. 1, 5, 10, 50, 100, 500 og 1000. Hvis man har 7 lodrette rækker, en for hvert bogstav, skal man i hver række kun bruge 4 felter til at lægge "regnebrikker" på, da der højest er en faktor 5 mellem to bogstavers værdi. Mange skakbrætsten har dog flere rækker end de nødvendige 4*7.

### Jens Vellev
Med Jens Vellev og hans medarbejder Poul Pedersen kom der mere gang i den danske forskning på området, men den flyttede samtidig fokus væk fra Mackeprangs jordnære overvejelser. Vellev skriver, at Mackeprang forbigår "mere nærliggende bud" som Fandens spillebræt eller Guds rige i himlen og på jorden. "De skiftevis hvide og sorte felter kan let lede tanken hen på begreber som livet og døden." Denne dødssymbolik finder han understreget på stenen Ejdrup 2, der har to timeglas indhugget mellem skakbrætterne. "Timeglasset som dødssymbol synes dog først at dukke op i kunsten i 1500-årene." Timeglas var kendt i Europa fra omkring år 1300, og stenhuggerne må jo have kendt dem for at kunne afbilde dem, men Vellev forbigår den mulighed, at stenhuggerne selv har haft timeglas, har brugt dem under skakspillet ligesom skakuret i dag og har markeret på stenen hvor de skulle stå.
Vellev er i det hele taget modstander af tanken om, at der er spillet skak på disse sten. Det stærkeste argument for denne teori er den store karmsten ved indgangsportalen til Sankt Pouls Kirke (inde i våbenhuset). Den har i den ene ende et komplet skakbræt med 8*8 felter og i den anden ende et korrekt Backgammonbræt, så her er skakternenes eventuelle symbolik ikke så brugbar i tolkningen. Selv Vellev må medgive, at stenhuggeren "primært har haft fænomenet spil i tankerne", men han afgrænser det omhyggeligt til dette ene tilfælde "i modsætning til de jyske skaktavl", og han undlader at konkludere, at stenhuggerne også har spillet på stenen.
Vellev udvidede skakbrætstenenes territorium til Sverige og Norge. Men da han afviser spillebordsteorien, medregner han sten, hvor ternmønsteret er integreret med andre ornamenter, som sammen med en eventuel kant afgrænser mønstret, så stenen ikke kan være et brudstykke af et skakbræt. Sådanne afgrænsede ternmønstre findes på stenene Eidsberg i Norge (4*4 rækker) samt Bottna, Växjö (6*5 rækker), Østra Torsås (4*11), Skatelöv 1 (4*7, regnebræt?) og Skatelöv 2 (1-2 rækker som bort) i Sverige.
Vellev refererer pastor Knud Høgsbro Østergård, som i et manuskript fra 1985 skriver, at skakbrætmønstret "er små kors, hvad enten man ser på de ophøjede felter eller de forsænkede. Og det er symboler for det hellige...Symboler af den art skal værne mod det onde, de onde magter, de onde øjne."
Poul Pedersen refererer et sagn fra Sønderhå, hvor Djævelen generede byggeriet ved hver nat at rive det ned, som var opført i dagens løb. Men bygmesteren kendte Djævelens trang til spil og lavede "et skakbræt til ham, og siden var Djævelen så optaget heraf, at byggeriet uforstyrret kunne fortsætte".

### Tyske synsvinkler
De tyske sten er væsentlig mindre end de danske, gennemsnitligt med 4*6 rækker mod de danske stens 6*9. Og de få tyske sten, der har rigtige skakbrætdimensioner, er meget utydelige og ikke helt komplette. Man ser altså ikke et helt skakbræt for sig, som man kan i Danmark med de mange eksempler på 8*8 rækker eller endda et dobbelt skakbræt på 8*16 rækker. Det er nok årsagen til, at spillebordsteorien nærmest ikke findes i Tyskland. Det fører også til, at man opfatter begrebet skakbrætsten bredere og ikke alene medtager rudermønstre, men enhver figur, der gentages i et ornament: takker, linjer, trekanter og skåle. Desuden ses kors som fx tempelriddernes jerusalemskors og Johanniterordenens malteserkors regnet med under skakbrætsten.
Ligesom i Danmark tillægger man i Tyskland ikke skakbrætstenene et rent dekorativt formål. Dertil er deres placering ikke egnet, selvom stenene i Tyskland og Polen hyppigere end i det nordlige Jylland er anbragt ved indgangspartiet eller synligt ved et murhjørne – ikke fordi man bevidst har foretrukket den synlige placering, men af en rent geologisk årsag: de store granitblokke, som kunne hugges til kvadersten – og også var de mest velegnede til et skakbræt – fandtes ikke i så stor mængde i Oder-området som i det nordlige Jylland, så de måtte reserveres til hjørner og portaler, hvor det var vigtigst at bygge solidt. Så kunne resten af murværket opføres i kløvet kamp.
I Danmark er der kun 3 skakbrætsten, der sidder på et udvendigt hjørne – 2 på Tilst Kirke og en på Sankt Pouls Kirke – men i Tyskland/Polen er der mange. Det er karakteristisk i alle tre lande, at skakbrætsten på yderhjørner kun har mønster på én side, selvom de kan ses fra to sider. Det er ulogisk, hvis formålet var dekorativt – og måske også hvis det var kultisk/religiøst, politisk eller fagligt? Hvis stenen derimod var et spillebord, er det logisk, at der ikke er lavet mønster ned ad siderne.
En tolkning er, at skakmønstret var et lavsmærke for de stenhuggere, der opførte kirkerne. Ligesom Uldalls forslag om en slags duelighedsprøve må det dog forudsætte det ypperste håndværk, faget kunne præstere. Middelalderens stenhuggere kunne tilhugge kvadrene vinkelret og sørge for, at de vandrette flader var i vater, så kirker og katedraler ikke styrtede sammen, selvom de var over 100 m høje. Skakbrætstenene er derimod ikke præcisionsarbejde: Felterne er ikke lige store, ikke helt vinkelrette og ofte mere rektangulære end kvadratiske.
Historikeren Reinhard Schmook mener, at skakbrætstenene skulle holde onde ånder borte. Skaktern har net- eller gitterform og kan ses som uhelds- og ondskabsafværgende. Denne teori begrundes desuden med, at skakbrætstenene er anbragt på ydermurene. Teorien sættes også i forbindelse med et dansk sagn: Djævelen spillede med Gud om bygning af kirken, men tabte partiet og skakbrættet, som til minde om spillets lykkelige udfald blev muret ind i kirken. Skakbrættet kan også være vendt ud mod kirkegården for at symbolisere, at alle mennesker er lige for døden ligesom skakbrikkerne, der med deres vidt forskellige værdier bliver puttet i den samme pose, når spillet er slut. Felternes farver, hvid og sort, står for godt og ondt, liv og død, begyndelse og ende.
En verdslig forklaring er, at skakternmønsteret hang sammen med den tyske fyrsteslægt Askaniernes våben, der indeholder sort/hvide rektangulære tern, eller Cistercienserordenens dragt, hvor sammenhængen er mindre tydelig. Stenene er udbredt i områder, hvor disse to har haft stor indflydelse. Kirkerne stammer især fra første halvdel af 1200-tallet, hvor området kom i Askaniernes besiddelse og blev kristnet. I Danmark er Thrugotslægten tilsvarende blevet nævnt som ophav til skakternmønsteret, men med den nuværende erkendelse af, at mønstret findes i to geografisk adskilte områder, må man kunne se bort fra teorien om, at det er våbenmærke for en bestemt adelsfamilie, der kun har haft indflydelse i det ene område. Der må have været en forbindelse mellem de to områder. Danske konger erobrede Pommern i 1100-tallet, men deres indflydelse nåede næppe ned i det område, hvor skakbrætkirkerne ligger. Den tyske arkæolog Eberhard Bönisch mener, at jyske stenhuggere har opført disse kirker, men forbindelsen kan også have gået den anden vej.

## Eksempler

### Danmark
- Bislev Kirke
- Farsø Kirke
- Grønning Kirke
- Mejlby Kirke
- Nørbæk Kirke
- Skarp Salling Kirke
- Spørring Kirke under gesimsen
- Spørring Kirke over soklen
- Svenstrup Kirke (Mariagerfjord Kommune)
- Svenstrup Kirke (Mariagerfjord Kommune)
- Tilst Kirke – kun mønster på én side
- Ørum Kirke (Skive Kommune)

### Tyskland
- 6 skakbrætsten på kirken i Grunow
- Kirken i Herzberg med i alt 9 skakbrætsten
- Kirken i Kleinbeeren
- Kirkeruinen i Mallnow
- Kirken i Prädikow
- Hjørnesten i Hönow – kun mønster på én side
- Arenzhain – kvadre i hjørnet, ellers kløvet kamp

### Polen
- Dolsko (Moryń) med svagt mønster tv. for trædøren på 3. sten nedefra
- Kirkedøren i Lubiechów Górny med rudermønster
- Skakbrætsten i tårnets sydvesthjørne på kirken i Moryń

## Weblinks
- Wikimedia Commons har flere filer relateret til Skakbrætsten
- Skakbrætsten i middelalderkirker – en uløst gåde Arkiveret 24. december 2013 hos  Wayback Machine – Erik Velling Hansens side, der tilstræber at give en komplet oversigt over alle skakbrætsten; denne sides nummerering af stenene er anvendt i nærværende artikel
- Schachbrettsteine an Feldsteinkirchen (tysk) – Brigitte Dittmars side med skakbrætsten i Tyskland, Danmark og Polen
- Schachbrettsteine Arkiveret 28. januar 2016 hos  Wayback Machine (tysk) – Ortrud Kochs side, hvor placeringen af Brandenburgs skakbrætsten er markeret på fotos af kirkerne
- Schachbrettsteine Arkiveret 17. november 2015 hos  Wayback Machine (tysk) – Ortrud Kochs side, hvor placeringen af Mecklenburg-Vorpommerns skakbrætsten er markeret på fotos af kirkerne
- Theo Engeser & Konstanze Stehr: Mittelalterliche Dorfkirchen im Teltow (Brandenburg) (tysk)
- Artikel af Zbigniew Miler om skakbrætmotivet i tidsskrift om arkitektur i Pommern Arkiveret 2. januar 2014 hos  Wayback Machine (polsk)